# Walter William Rouse Ball
Walter William Rouse Ball   (Hampstead, 14 d'agost de 1850 - Cambridge, 4 d'abril de 1925) va ser un matemàtic i historiador anglès, conegut per haver escrit una història de les matemàtiques molt popular.

## Vida i Obra
Després de fer els estudis secundaris a l'escola del University College, va ingressar al University College de Londres, on va guanyar la medalla d'or en matemàtiques i mencions honorífiques en lògica i filosofia moral el 1869. El 1870 va començar els seus estudis al Trinity College (Cambridge). S'hi va graduar el 1874 amb el Premi Smith i aconseguint ser second wrangler. A continuació va estudiar dret i es va col·legiar a l'Inner Temple, tot i que el seu exercici de l'advocacia va ser breu, ja que el 1875 era nomenat fellow del Trinity College i el 1878 va tornar a Cambridge per exercir la docència.
Des de 1878 fins a la seva semi-retirada el 1905, va ser professor de matemàtiques del Trinity College, dedicant tots els seus esforços per a convertir el Trinity en un gran centre de recerca matemàtica. Com producte d'aquest esforç va sorgir de Cambridge una generació de grans matemàtics com Bertrand Russell, Godfrey Harold Hardy, James Hopwood Jeans, Edmund Whittaker, Arthur Eddington, John Edensor Littlewood, George Neville Watson, G.I. Taylor, Charles Galton Darwin i Sydney Chapman.
Rouse Ball és conegut sobre tot per dos dels seus llibres: A Short Account of the History of Mathematics (Un breu relat de la història de les matemàtiques) (1888) i Mathematical Recreations and Essays (Recreacions i assajos matemàtics) (1892). Tots dos es van fer força populars i van ser reeditats nombroses vegades, sobre tot el segon reeditat varies vegades per Donald Coxeter.
La major part de la resta de la seva producció (uns quinze llibres) versa sobre història de les matemàtiques o història de Cambridge i del Trinity College, però també inclou altres llibres de text de matemàtiques.